# Грађевинарство
Грађевинарство је професионална инжењерска дисциплина која се бави дизајном, конструкцијом и одржавањем физичких и природно изграђених окружења. Грађевинска техника се бави пословима потребним за грађење свих врста архитектонских зграда, цеста, жељезничких пруга, мостова, тунела, водовода, канализацијe, мелиорацијских објеката, уређењем водотока и искориштавањем водних снага (хидроцентрале), електрана и осталих постројења за производњу свих добара. Грађевинско инжењерство је традиционално дељено у бројне огранке. Оно се сматра другом најстаријом инжењерском дисциплином након војног инжењерства. Градитељство се одвија у јавном сектору од општине до националних влада, и у приватном сектору од појединачних власника до међународних компанија. Особа која се бави грађевинарством се назива грађевинским инжењером.
Грађевински радови су широка инжењерска дисциплина планирања, пројектовања, градње, одржавања и управљања, која се дели на нискоградњу, високоградњу и хидроградњу. Нискоградња обухвата саобраћајнице (путеве, мостове, пруге итд), хидроградња се бави изградњом грађевина за контролу водотокова (бране, уставе, канали ...), архитектура (високоградња) се бави градњом зграда свих врста (куће, стамбене, пословне, административне зграде, итд). Материјали који се најчешће користе у грађевинарству су: шљунак, камен, песак, цемент, челик, дрво, катран, као и многи други.
Грађевинска индустрија значајно доприноси бруто домаћем производу (БДП) многих земаља. Глобална потрошња на грађевинске активности износила је око 4 трилиона долара у 2012. Данас издаци за грађевинску индустрију премашују 11 билиона долара годишње, што је еквивалентно око 13 процената глобалног БДП-а. Предвиђено је да ће ова потрошња порасти на око 14,8 билиона долара 2030. године. Иако грађевинска индустрија промовише економски развој и многим земљама доноси многе неновчане користи, она је једна од најопаснијих индустрија. На пример, око 20% (1.061) смртних случајева у индустрији САД у 2019. години догодило се у грађевинарству.

## Општа подела грађевинске технике

### Високоградња
- стамбени објекти, тј. породичне куће, двојни објекти, стамбени блокови, стамбене зграде итд.
- јавни (друштвени) објекти, тј. објекти здравства, културе, администрације, трговине, угоститељства, саобраћаја итд.
- привредни објекти, тј. индустријски и пољопривредни објекти.

### Нискоградња
- Саобраћајни смер бави се пројектовањем свих саобраћајница.
- Конструктивни смер бави се пројектовањем и грађењем конструкција и/или димензионирањем (мостови, бране, тунели, силоси, водоторњеви, привредне и друге зграде).
- Хидротехнички смер бави се пословима грађења и одржавања водоопскрбних, канализацијских и водопривредних објеката. Генерално хидротехника суделује у управљању водним ресурсима.[9][10] У Хидротехнички смер спадају: хидротехничке мелиорације и хидротехничке регулације. Може се рећи да се хидротехника генерално бави хидротехничким грађевинама, хидротехничким системима и искориштавањем водних снага уз вођење рачуна о заштити околине што је у задње време популаризовано. При градњи хидротехничких грађевина од велике је важности познавање хидрологије као научне дисциплине те неизоставно познавање хидромеханике, односно механике течности.
- Геотехнички смер бави се пројектовањем и извођењем различитих захвата у тлу и стенама као што су: бране, насипи, тунели, клизишта, потпорне конструкције, ископи, усеци, осигурање грађевинских јама и одлагалишта отпада. Геотехника обухвата готово све грађевинске активности и кључна је у извођењу скоро свих грађевинских објеката који се темеље на тлу. Геотехника као грађевинска дисциплина ослања се на инжењерску геологију, механику тла и механику стена.

## Смерови грађевинске технике
Према врсти и карактеру послова разликују се два главна смера или огранка грађевинске технике.
У једном се смеру одвија грађење зграда. Зграде се истичу својим главним деловима изнад земље, граде се дакле у вис, па се грађење зграда често назива високоградња. Високоградња је дословни превод интернационализоване старогрчке речи аркитектон - архитектура. Грађење зграда се назива и зградарство, али је архитектура најуобичајенији израз.
Са друге стране грађење саобраћајних објеката (цеста, жељезнице, мостова, тунела) и хидротехничких грађевина (водовод, канализација, хидротехничке регулације, мелиорације, искориштавање водних снага те пловност река и канала). Споменути се објекти граде углавном при самом тлу, иако то није правило. Такво се грађење често назива нискоградња, а уобичајенији је назив грађевинарство.
Важно је напоменути да строго дељење грађевине и архитектуре нема превише смисла, јер грађевинарство обухвата многобројне послове за све врсте грађевина, док архитектура обухвата архитектонско пројектовање објеката високоградње. Доказ стабилности и носивости архитектонског пројекта изводи грађевинар у наставку пројектне документације. Исто тако, архитекти су неопходни за неке објекте нискоградње. 
У прошлости се послови нискоградње и високоградње нису диференцирали као данас, него је архитектура обухватала све послове градитељства тј. грађевинске технике. Тек недавно с обзиром на историјску хронологију послови једног и другог огранка толико су се умножили и разлучили да је грађевинарство аутоматски постало засебан смер чији задаци и остварења по својој разноликости и значају за општи напредак често надмашују задатке и остварења архитектуре. У неким државама (нпр. у Шпанији) и даље се архитектом назива особа која има знање грађевинског инжењера па може градити цесте и мостове.

## Обим и карактеристике индустрије

### Економска активност
Производња глобалне грађевинске индустрије била је процењена на 10,8 билиона долара у 2017. години, а предвиђало се да ће у 2018. порасти на 12,9 билиона долара до 2022. и на око 14,8 билиона долара у 2030. години. Као сектор, грађевинарство чини више од 10% глобалног БДП-а (у развијеним земљама грађевинарство чини 6-9% БДП-а), и запошљава око 7% укупне запослене радне снаге широм света (рачуноводствено за преко 273 милиона послова са пуним и непуним радним временом у 2014). Од 2010. године Кина је највеће појединачно грађевинско тржиште на свету. Сједињене Државе су друго највеће грађевинско тржиште са производњом у 2018. од 1,581 трилиона долара.
У Сједињеним Државама у фебруару 2020. године у току су грађевински радови у вредности од око 1,4 билиона долара, према Бироу за попис становништва, од чега је нешто више од 1,0 билиона долара било за приватни сектор (подељено отприлике 55:45% између стамбених и нерезиденцијалних); остатак је био јавни сектор, претежно за државну и локалну управу.
Грађевинарство је главни извор запошљавања у већини земаља; велико ослањање на мала предузећа и недовољна заступљеност жена су уобичајене карактеристике. На пример:
- У САД је грађевинарство запошљавало око 11,4 милиона људи 2020. године, са још 1,8 милиона запослених у архитектонским, инжењерским и сродним професионалним услугама – што је еквивалентно нешто више од 8% укупне радне снаге у САД.[23] Грађевински радници су били запослени у више од 843.000 организација, од којих је 838.000 било у приватном власништву.[24] У марту 2016, 60,4% грађевинских радника било је запослено у предузећима са мање од 50 запослених.[25] Жене су у знатној мери недовољно заступљене (у односу на њихов удео у укупној запослености), чинећи 10,3% радне снаге у грађевинарству у САД и 25,9% радника стручних служби, у 2019. години.[23]
- Грађевински сектор Уједињеног Краљевства допринео је 117 милијарди фунти (6%) британском БДП-у 2018. године, а 2019. је запослио 2,4 милиона радника (6,6% свих послова). Они су радили за 343.000 'регистрованих' грађевинских предузећа или за 'нерегистрована' предузећа, обично самозапослених извођача;[26] нешто више од милион малих/средњих предузећа, углавном самозапослених лица, радило је у сектору у 2019. године, који чини око 18% свих предузећа у Великој Британији.[27] Жене су чиниле 12,5% грађевинске радне снаге у Великој Британији.[28]
- У Јерменији, грађевински сектор је доживео раст у другој половини 2000-их. На основу Националне статистичке службе, грађевински сектор Јерменије је генерисао приближно 20% БДП-а Јерменије током првог и другог квартала 2007. У 2009, према подацима Светске банке, 30% привреде Јерменије је било из грађевинског сектора.[29]

Према Макинсијевом истраживању, раст продуктивности по раднику у грађевинарству заостаје за многим другим индустријама у различитим земљама, укључујући Сједињене Државе и европске земље. У Сједињеним Државама, грађевинска продуктивност по раднику опала је за половину од 1960-их.

### Радни однос
Неки радници могу бити ангажовани на физичком раду као неквалификовани или полуквалификовани радници; могу бити вешти трговци; или могу бити надзорно или руководеће особље. Према законодавству о безбедности у Уједињеном Краљевству, на пример, грађевински радници су дефинисани као људи „који раде за или под контролом извођача радова на градилишту“; у Канади то може укључивати људе чији рад укључује обезбеђивање усклађености са законом и грађевинским прописима, и онима који надгледају друге раднике.
Радници чине велику групу у већини националних грађевинских индустрија. У Сједињеним Државама, на пример, у мају 2021. године грађевински сектор је запошљавао нешто више од 7,5 милиона људи, од којих је нешто више од 820.000 радника, при чему су 573.000 били столари, 508.000 електричари, 258.000 оператери опреме и 230.000 менаџери у грађевинарству. Као и у већини пословних сектора, постоји и знатна заступљеност канцеларијских радника у грађевинарству – 681.000 америчких радника је евидентирано од стране Министарства рада Сједињених Држава као 'занимања за канцеларијску и административну подршку' у мају 2021. године.

#### Веште занатлије
Квалификоване занатлије су обично прошле кроз шегртски период (понекад у радничким синдикатима) или су прошли техничку обуку; у ову групу спадају и теренски менаџери који поседују велико знање и искуство у свом занату или професији. Квалификована мануелна занимања укључују столаре, електричаре, водоинсталатере, конструкционе раднике, оператере тешке опреме и зидаре, као и оне који су укључени у управљање пројектима. У Уједињеном Краљевству то захтева квалификације даљег образовања, често у областима стручних предмета, које се спроводе или непосредно након завршетка обавезног образовања или кроз праксу „на послу“.

### Безбедност
Грађевинарство је једно од најопаснијих занимања на свету, са више смртних случајева на раду него у било ком другом сектору иу Сједињеним Државама и у Европској унији. У САД 2019. године, 1.061 или око 20% смртних случајева радника у приватној индустрији догодило се у грађевинарству. У 2017. години, више од трећине смртних случајева у грађевинарству у САД (366 од укупно 971 смртних случајева) било је резултат падова; у Великој Британији, половина од просечних 36 смртних случајева годишње током петогодишњег периода до 2021. приписана је падовима са висине. Одговарајућа сигурносна опрема као што су појасеви, кациге и заштитне ограде и процедуре као што су осигурање мердевина и преглед скела могу смањити ризик од повреда на раду у грађевинској индустрији. Други главни узроци смртних случајева у грађевинској индустрији укључују струјни удар, саобраћајне незгоде и урушавање ровова.
Остали безбедносни ризици за раднике у грађевинарству обухватају губитак слуха услед велике изложености буци, повреде мишићно-скелетног система, излагање хемикалијама и висок ниво стреса. Осим тога, велика флуктуација радника у грађевинарству намеће велики изазов остваривању реструктурирања радних пракси на појединачним радним местима или код појединачних радника. Грађевинарство је идентификовано од стране Националног института за безбедност и здравље на раду (NIOSH) као приоритетни индустријски сектор у Националној агенди истраживања о раду (NORA) да би се идентификовале и обезбедиле стратегије интервенције у вези са питањима здравља и безбедности на раду.

### Одрживост
Одрживост је аспект „зелене градње“, коју је дефинисала Агенција за заштиту животне средине Сједињених Држава (EPA) као „праксу стварања структура и коришћења процеса који су еколошки одговорни и ефикасни у погледу ресурса током животног циклуса зграде од постављања до пројектовања, изградње, рада, одржавања, реновирања и деконструкције“.